# Mauli (Rapper)

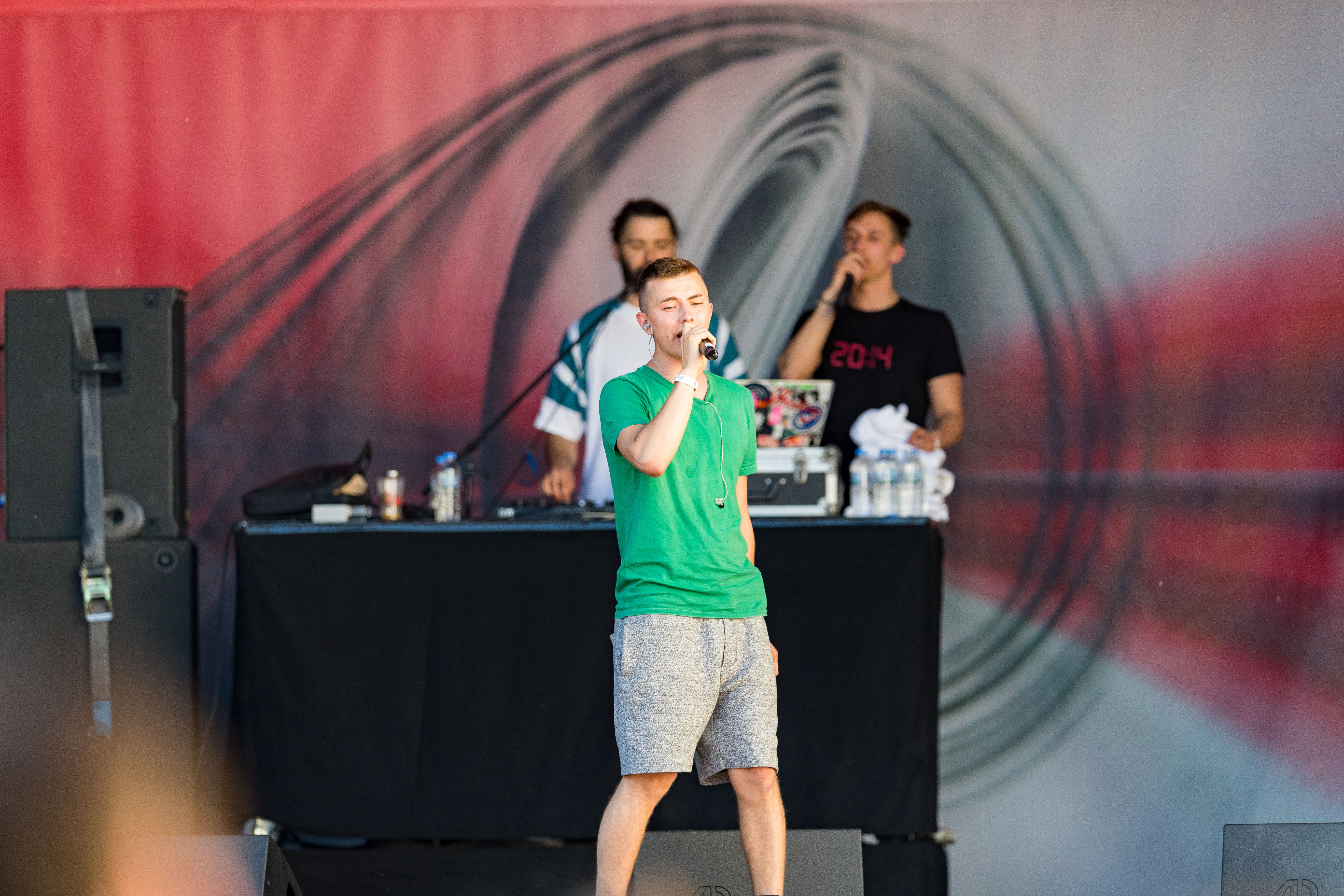
Mauli (2017)

Mauli (* 1993 in Berlin als Marius Schwesig) ist ein deutscher Rapper.

## Leben
Mauli begann zunächst als Produzent beim Battlerap-Format Rap am Mittwoch. Durch den Rapper Presto kam er 2012 zum Videobattleturnier (VBT), wo er mit einer Klonkrieger-Maske auftrat, die zu seinem Markenzeichen wurde. Zunächst gab er sich den Namen DirtyMaulwurf.
2013 schied er im Achtelfinale gegen GeOT aus, seine letzte Teilnahme an einem Battleformat. Er nutzte das VBT dennoch als Sprungbrett in die Musikindustrie und brachte Mitte 2014 seine EP Trap braucht kein Abitur heraus. Anschließend trat er als Support für unter anderem A$AP Mob und Kid Ink auf.
2015 erschien sein Debütalbum Spielverderber über das Eigenlabel FDX Gang.
Am 20. April 2018 wurde sein Album Autismus x Autotune veröffentlicht, wie der Vorgänger im Eigenvertrieb. Auf diesem Album verwendet er, wie der Titel bereits andeutet, Autotune, die Texte handeln vor allem von seiner Beziehung zur Welt. Das Album erreichte Platz 10 der deutschen Charts.
Seit 2017 moderiert er gemeinsam mit Marcus Staiger den Podcast Die wundersame Rapwoche mit Mauli & Staiger, die bis zum August 2020 noch als Radiosendung bei Flux FM ausgestrahlt wurde.

## Diskografie
Alben
- 2015: Spielverderber (FDX Gang)
- 2016: Live in Berlin (FDX Gang)
- 2018: Autismus x Autotune (Eigenproduktion)
- 2024: Cinepop (Eigenproduktion)

EPs und Singles
- 2014: Trap braucht kein Abitur (Download-EP, Eigenproduktion, als DirtyMaulwurf)
- 2014: Tbka: Die Instrumentals (Instrumental-EP, Eigenproduktion, als DirtyMaulwurf mit Dieser Morten)
- 2014: Zupati (Single, recordJet, als DirtyMaulwurf)
- 2015: Meine Jungs (Single, FDX Gang)
- 2018: Autismus & Autotür (EP, Eigenproduktion)
- 2018: Limewire (EP, Eigenproduktion)
- 2019: Sorry (Single)
- 2019: E-Scooter Anthem (Single, feat CAZ)
- 2020: Wie es sein soll (Single, mit Lazy Lizzard Gang)
- 2021: Lava (Single, feat. VØR)
- 2021: Lava Maxi (Single)
- 2022: Mikrofone (Single)
- 2022: Move on (Single)
- 2023: Super Toy Club (Single)
- 2023: Sarah Lee Freestyle (Single)
- 2023: Hausfriedensbruch (Single)
- 2023: Nicht heute nacht (Single, mit DISSY)
- 2023: Lass mich los (Single, mit CAZ, feat. Toni Vice, Fleggo)
- 2024: Geisterfahrer (Single)

Gastbeiträge
- 2015: Offiziell und Autoschlüssel auf Freust du dich schon? von Marvin Game
- 2015: Ready or Nah (Morten feat. Holy Modee und Mauli)
- 2024: Danke gut auf Baum von Mine